# Porophyllum zimapanum
Porophyllum zimapanum là một loài thực vật có hoa trong họ Cúc. Loài này được B.L.Turner miêu tả khoa học đầu tiên năm 1983.